# Turó de les Abelles
El Turó de les Abelles és un puig de 606,7 metres d'altitud del terme municipal de Sant Feliu de Codines, a la comarca del Vallès Oriental. És al nord del centre del terme, al nord de la població i al nord-est de la masia de Can Bosc de Rufets, al sud-est del Pla de la Botera, on hi ha el Club de Golf Can Bosc. És a l'oest de la carretera C-59 en el seu punt quilomètric 23,5 i a l'est del bosc de Can Bosc.